# Ricardo Montero (àrbitre)
Ricardo Montero (San José, Costa Rica, 6 de març de 1986) és un àrbitre de futbol costa-riqueny. És internacional des del 2011.
Montero és un àrbitre de la lliga costa-riquenya. El 2011 va entrar al comitè d'àrbitres de la FIFA i la CONCACAF. Ha dirigit partits de la Copa d'Or de la CONCACAF (2015 i 2017), de la Copa América (2016), de la Copa Centroamericana (2017) i de la Copa del Món (2018).